# Вергина
Вергина (грч.  — Вергина, антгрч.  — Бергина) је градић у северној Грчкој у округу Иматија, периферија Средишња Македонија. Смештен је на обронцима планине Пијерија, просечне надморске висине 120 m, 13 km југоисточно од града Бер и 80 km југозападно од Солуна.
Вергина је постала светски позната када је 8. новембра 1977. године, грчки археолог Манолис Андроникос ископао гробнице македонских краљева, укључујући и гробницу Филипа II Макодонског, оца Александра Великог. Археолошки локалитет је препознат као древни изгубљени град Аигаи. Од 1996. године, Вергина је уписана на Унесков списак места Светске баштине у Европи.

## Историја
Током 7. и 8. века пре нове ере у овом подручју су владали Илири који су основали насеље на стратешком положају. Почетком 7. века пре нове ере локална племена Трачани и Пејонци су се побунили против Илира и 650. п. н. е. краљ Пердика I (династија Темениди) из Аргоса (Пелопонез) освојио је град и претворио га у престоницу новооснованог Македонског краљевства.
Модерна Вергина је основана 1922. године у близини два села којим је управљао турски бег, Кутлеш (Κούτλες) и Барбеш (Mπάρμπες), у заливу Палатица где је живело само 25 грчких породица. Након протеривања бегова 1923. године, земља је додељена грчким досељеницима из Бугарске и Турске, а име новом насељу је дао миторполит берски према легендарној краљици Краљевства Верија.

## Архелошки локалитет Вергина
Још 1850-их археолози су, знајући да се древна Егина налазила у близини, започели истраживања вештачких брежуљака верујући да су у питању краљевски тумули. Ископавања су почела 1861. године под надзором француског археолога Леона Езеја (Leon Heuzey), а под покровитељством Наполеона III. Код Палатице су откривени остаци македонске краљевске палате Антиговна III (263.-221. пре нове ере), али су даља истраживања обустављена због опасности од маларије.
Солунски универзитета је преузео ископавања 1937. године и пронађени су други делови палате, али је ископавање обустављено због италијанске окупације 1940. године. Након рата истраживање је настављено и 1960-их грчки археолог Манолис Андроникос је био уверен да је велики тумул (Μεγάλη Τούμπα) у ствари маузолеј македонских краљева. Након тронедељног ископавања 1977. године открио је четири гробне коморе са нетакнутим гробницама. Још три су пронађене током 1980-их. Осим гробнице Филипа II Македонског, Андроникос је веровао да је пронашао и гробницу Александра IV, сина Александра Великог и Роксане; у шта верују и многи други археолози.
Према кровној конструкцији мање гробинце II, њеним златним украсима, азијским мотивима на фризовима, жезлу по узору на оно са Александрових кованица, научници су закључили да је она највероватније гробница полубрата Александра Великог, Филипа III Аридеја и његове жене. На каменом пиједесталу пронађена је камена хидрија (врч) с костима и позлаћеним храстовим лишћем. Уски фриз с приказом трке двоколица је украшавао зидове гробнице.
Друга, једноставнија гробница број I са две просторије, је вероватно гробница Филипа II Македонског. У њој је пронађен мермерни саркофаг и ковчег (ларнакс) од 24-каратног злата тежак 11 kg, у којем су биле кости преминулих и позлаћених 313 храстових листова и 68 журова тешких 717 грама. На поклопцу овог ковчега налази се „Сунце Вергине“, симбол који је постао знак грчке Македоније. Ту су такође пронађени, урна од слоноваче и злата, богато изрезбарен посмртни кревет на ком је положено тело краља и сребрнина за посмртну гозбу. У суседној, мањој просторији, био је још један ларнакс са костима жене умотаним у љубичасту и златну одећу са златном дијадемом украшеном цвећем и емајлом. Кревет у тој просторији је био делимично нагорео златним украсима који су представљали цвеће митре. Изнад улаза у дорском стилу налазила се зидна слика величине 5,6 m с приказом лова.
Друге две пронађене гробнице су биле опљачкане. У „гробници Персефоне“, откривеној 1977. године, није било драгоцености, али је раскошно осликана с приказом Отмице Персефоне на зиду. Друга, откривена 1980. године је била јако оштећена, али је сачуван њен монументални дорски улаз с четири стуба. Била је изграђена у 4. веку пре нове ере и научници верују да је то била гробница Антигона II.

## Галерија
- Тумул у Вергини
- Археолошки музеј у Вергини
- Златни ковчег (ларнакс) из гробнице II
- Фреска „Отмица Персефоне“ из гробнице III